# Haszem Batha’i Golpajegani
Haszem Batha’i Golpajegani (pers. ‏هاشم بطحایی گلپایگانی‎; ur. 1941 w Golpajeganie, zm. 16 marca 2020 w Komie) – irański duchowny szyicki, wielki ajatollah i przedstawiciel ostanu Teheran w irańskim Zgromadzeniu Ekspertów. Studiował w seminarium duchownym w Komie.
Batha’i znalazł się na liście wyborczej “Ludowych Ekspertów” w wyborach do irańskiego Zgromadzenia Ekspertów w 2016 roku.
Zmarł 16 marca 2020 na COVID-19, podczas pandemii COVID-19.